# District de Cuiluan
Le district de Cuiluan (翠峦区 ; pinyin : Cuìluán Qū) est une subdivision administrative de la province du Heilongjiang en Chine. Il est placé sous la juridiction de la ville-préfecture de Yichun.